# XVideos
XVideos, stiliziran kao XVIDEOS, je mrežna usluga za gledanje i djeljenje pornografije. Osnovana u Parizu 2007., a u vlasništvu je češke tvrtke WGCZ Holding.

## Povijest
XVideos je 2007. u Parizu osnovao vlasnik Francuz Stephane Michael Pacaud. XVideos funkcionira kao generator pornografskih videozapisa na sličan način kao što YouTube nudi opće sadržaje. Videozapisi profesionalno napravljenih filmova ponuđeni su kao i oni amaterski i svi drugi žanrovi pornografskog sadržaja. Do 2012. XVideos je postao najveća  pornografska internetska stranica s više od 100 mlijardi posjeta mjesečno. Vlasnik tvrtke Mind Geek, Fabian Thylmann pokušao je kupiti XVideos 2012. kako bi stvorio monopol na besplatne pornografske stranice.
XVideos je 2014. pokušao prisiliti proizvođače sadržaja da se odreknu prava na brisanje videozapisa s korisničkih računa ili da smjesta zatvore svoje korisničke račune.